# Aldan (Jakutska, Rusija)
Aldan (ruski: Алдан) je grad u Jakutskoj (Dalekoistočni savezni okrug, Rusija). Aldan se nalazi na 58°40′N 125°21′E / 58.667°N 125.350°E, na Aldanskom gorju, u porječju rijeke Aldana (desne pritoke rijeke Lene).
Osnovan je 1923. godine. Status grada stječe 1939. godine. 
U blizini su bogata nalazišta zlata.
Vremenska zona: Moskovsko vrijeme + 6

## Vanjske poveznice
- Službene stranice